# Locros (fill de Fiscos)
Segons la mitologia grega, Locros (en grec antic: Λοκρός) va ser un rei dels lèleges. Era fill de Fiscos, malgrat que, segons altres genealogies, era fill d'Amficcíon.
No coincideixen les tradicions sobre qui va ser la seva esposa. Es deia que Opunt, un rei de l'Èlida, tenia una filla de gran bellesa, Càbia, a qui Zeus va raptar i s'uní amb ella al Mont Mènal, a l'Arcàdia. La noia va quedar embarassada de Zeus i com que Locros no tenia fills, el déu la hi va donar com a esposa. Locros va educar el nen com a fill seu, i l'anomenà Opunt, com el seu avi.
Però generalment, l'esposa que hom li atribueix és Protogenia, la filla de Deucalió. Protogenia va tenir amb Zeus l'heroi Etli, de qui Loros era el pare mortal.
Després d'una disputa amb el seu fill Opunt, li va cedir el reialme, i ell, amb uns quants súbdits més, abandonà la Cària i anà a establir-se en un altre indret. Va preguntar a l'oracle cap on havia d'anar, i el déu va respondre que s'aturés «on el mossegués una gossa de fusta». Quan va arribar vora el Parnàs, Locros va trepitjar sense voler una espina d'englantina (que en grec es diu «espina de gossa») i no va poder caminar durant uns quants dies. Va comprendre el que li volia dir l'oracle i es va establir al país, que en honor seu s'anomenà Lòcrida, i els seus habitants van ser els locris.